# Ljudi invalidy (singolo)
Ljudi invalidy (in russo Люди-инвалиды?) è un singolo del duo musicale russo t.A.T.u., pubblicato il 1º settembre 2005 come primo estratto dal secondo album in studio in lingua russa omonimo.
La versione in lingua inglese della canzone è Dangerous and Moving, contenuta nell'omonimo album.

## Descrizione
La canzone, il cui titolo significa gente invalida, fu prodotta in origine nel 2003/2004 durante Podnebesnaja da Ivan Šapovalov e fu in seguito inserita nell'album Ljudi invalidy, usando lo stesso testo ma cambiandone la musica. Uscì radiofonicamente in Russia nel settembre 2005 e fu pubblicata come singolo in due versioni, ottenendo un discreto successo nelle radio russe e nelle classifiche; tuttavia, le canzoni Obez'janka nol' e All About Us ebbero più successo sia in radio che nelle chart televisive. 
Il significato del brano è un chiaro riferimento alla gente disabile nell'anima, incapace di amare. Il titolo e il testo della canzone furono tuttavia travisati, causando controversie in Russia. A tal proposito, le t.A.T.u. specificarono in diverse occasioni che la disabilità a cui il testo fa riferimento  non riguarda quella fisica, ma soltanto quella morale.

## Video musicale
Il videoclip, diretto da James Cox e girato in un vicolo di Los Angeles, si apre con le t.A.T.u. mentre camminano in un club che mostra molta dell'esanime immoralità di cui la canzone parla. Nel video appare anche l'attrice Ashley Greene, divenuta poi nota con Twilight.
Durante la produzione del videoclip, alle persone senzatetto che risiedevano nell'area adiacente al luogo delle riprese fu richiesto di allontanarsi temporaneamente. La zona, una stretta viuzza, presentava un intenso odore di urina, motivo per cui le strade furono trattate con cloro per sanificarle adeguatamente. Tuttavia, a causa dell'utilizzo di questa sostanza, alcuni membri della troupe risultarono particolarmente sensibili ai vapori del cloro e furono costretti a indossare respiratori per tutta la durata delle riprese.
Nel DVD del The Best è mostrato parte del making of del video, integrata al making of di All About Us.

## Tracce
Promo CD single (Russia)
1. Ljudi invalidy – 4:36
2. Ljudi invalidy (Bez Lyubvi Pimenov PPK Mix) – 5:55
3. Obez'janka nol' – 4:25

Promo CD maxi single (Russia)
1. Ljudi invalidy (Radio Edit) – 4:02
2. Ljudi invalidy (Globass Remix) – 3:39
3. Ljudi invalidy (Pimenov Radio Mix) – 2:20
4. Ljudi invalidy (Pimenov Extended Mix) – 6:09
5. Ljudi invalidy (Globass Extended Club Mix) – 7:36
6. All About Us – 3:02

## Classifiche
| Classifica (2005) | Posizione massima |
| ----------------- | ----------------- |
| Russia            | 67                |
| Ucraina           | 86                |